# Гулианка (Браила)
Гулианка (рум. Gulianca) насеље је у Румунији у округу Браила у општини Салча Тудор. Oпштина се налази на надморској висини од 13 m.

## Становништво
Према подацима из 2002. године у насељу је живело 527 становника, од којих су сви румунске националности.